# جوفيكا فاسيليتش
جوفيكا فاسيليتش هو لاعب كرة قدم صربي في مركز الدفاع، ولد في 8 يوليو 1990 في Priboj ‏ في صربيا. لعب مع نادي أو إف كيه بيوغراد ونادي فويفودينا.

## وصلات خارجية
- جوفيكا فاسيليتش على موقع قاعدة بيانات كرة القدم.إي يو (الإنجليزية)
- جوفيكا فاسيليتش على موقع Soccerway.com (الإنجليزية)